# Козеко, Иван Алексеевич
Иван Алексеевич Козеко (1854 — не ранее 1903) — российский педагог-историк и библиограф.

## Биография
Родился 1854 году.
Обучался в Николаевской гимназии. Затем окончил историко-филологический факультет Санкт-Петербургского университета и 16 августа 1877 года вступил в службу в ведомстве министерства просвещения; до 1882 года был преподавателем истории Екатерининской женской гимназии.
В 1882—1887 годах, по рекомендации Бестужева-Рюмина, преподавал русскую историю на Санкт-Петербургских высших женских курсах. Также преподавал в Литейной женской гимназии (1882—1889), Петровском училище Санкт-Петербургского купеческого общества (1883—1891) и Павловском институте (1889—1891). В конце 1880-х гг. сотрудничал с журналом «Библиограф»; составил «Библиографический список литературных трудов» (СПб., 1889) своего учителя Константина Николаевича Бестужева-Рюмина.
В 1891 году, 24 января 1891 был произведён в статские советники и назначен преподавателем 7-й Санкт-Петербургской гимназии. Состоял членом Исторического общества при Петербургском университете.
В 1894 году покинул Санкт-Петербург в связи с назначением инспектором Астраханской гимназии; 2 ноября 1896 года был назначен директором Елатомской гимназии в Тамбовской губернии, но вскоре подал прошение об увольнении по болезни.
С 1901 года по найму работал преподавателем в Мариинской учительской семинарии; уволился в 1903 году по состоянию здоровья.
Среди наград: орден Св. Анны 3-й ст. и орден Св. Станислава 2-й ст. (1890).